# Ojo carstvo
Ojo carstvo (joruba: Ilú-ọba Ọ̀yọ́) bilo je moćno carstvo naroda Joruba na teritoriji današnjeg Benina i Nigerije, koje je postojalo od kraja XIII ili početka XIV veka pa sve do 1896. godine, kada je njegova teritorija postala deo kolonijalnih poseda Francuske i Ujedinjenog Kraljevstva. 
Priče o nastanku Ojo carstva imaju svoje mitološke korene. Osnivačem se smatra Oranjan, sin jorupskog boga Oduduve, koji je pratio čarobnu zmiju do područja na kojemu je ova ušla pod zemlju i nestala. Na tom je području Oranjan osnovao Ojo carstvo. Kako su vekovi napredovali, a zahvaljujući odličnim organizacijskim veštinama Joruba, Ojo je brzo napredovalo te je u periodu od sredine XV do kraja XVIII veka bila najmoćnija i najuglednija zapadnoafrička država. Uz to je imala i zavidnu vojnu moć te je u određenom trenutku držala kontrolu nad većinom okolnih područja, poput Jorubalenda ili Dahomeja. Razvoju je uveliko doprinijela i trgovina robljem, koja je upravo na teritoriji Oja imala svoju važnu trgovačku postaju. 
Početkom 1820-ih godina, Ojo je doživelo težak udarac nakon što su prihodi od trgovine robljem počeli da opadaju zbog ranije zabrane iste u Britaniji. Uz to, 1823. godine, Dahomej je podigao ustanak te je ponovo stekao potpunu autonomiju od Oja. Desetak godina kasnije, Fulani su pokrenuli vojni pohod na Ojo i potpuno uništili glavni grad, Ojo-Ile, nakon čega je sedište preseljeno južnije, u Ago d'Ojo. Međutim, taj se rizik nije isplatio, jer Ojo nikada nije povratio ugled i moć što ih je uživao u regiji. Carstvo je postojalo još do 1896. godine, kada je njegova teritorija raspodijeljena između tadašnjih kolonijalnih sila. 

## Istorija

### Legenda o poreklu
Poreklo Ojo carstva leži u Oranjanu (poznatom i kao Oranmijan), poslednjem princu Joruba kraljevstva Il-If (If). Oranmijan je sklopio sporazum sa svojim bratom da pokrene kazneni napad na njihove severne susede zbog uvrede njihovog oca Oduduve, prvog Unija iz Ifa. Na putu u boj braća su se posvađala i vojska se razišla. Oranmijanove snage su bile premale da bi izvršile uspešan napad, te je lutao južnom obalom reke Niger dok nije stigao do Buse. Tamo ga je lokalni poglavica ugostio i podario mu veliku zmiju sa magičnim šarmom zakačenim za njeno grlo.
Poglavica je uputio Oranmijana da prati zmiju dok se ne zaustavi negde sedam dana i nestane u zemlji. Oranmijan je poslušao savet i osnovao Ojo gde se zmija zaustavila. Lokalitet je upamćen kao Adžaka. Oranmijan je učinio Ojo svojim novim kraljevstvom i postao prvi „oba“ (što znači „kralj“ ili „vladar“ na jorubskom jeziku) sa titulom „Alafin od Ojoa“ (Alafin znači 'vlasnik palate' na jorubskom). On je ostavio sve svoje blago u Ifu i dozvolio da tamo vlada drugi kralj.
Jedno vreme, Ojo-Il je bio u ratu sa Baribama iz Borga, koji su želeli da potčine novi grad koji je tada još uvek bio u izgradnji. Orangun Adžagunla iz Ile, Oranmijanov stariji brat, došao u pomoć sa svojim ljudima. Nedugo nakon što je rat dobijen, Oranmijan je dobio sina Adžuvona Adžaku od princeze Torosi od Tapa (Nupe); mnogo kasnije Arabambija je takođe rodila ista žena. Veruje se da je ime „Sango“ dao njegov deda po majci, ili da ga je preuzeo od lokalnog imena za boga Groma. U svakom slučaju, kraljevska porodica je bila posvećena duhovima groma (Džakuta) i rata (Ogun).

### Rani period (13. vek – 1535)
Osnivanje Ojoa se smatra da se odvilo oko 1300. godine, mada je to samo procena. Oranmijana, prvog kralja Ojoa, nasledio je Adžaka, Alafin od Ojoa. Adžaka je svrgnut, jer su mu nedostajale jorubske vojne vrline i dozvolio je svojim podzapovednicima prekomernu nezavisnost. Liderstvo je tada dodeljeno Adžakinom bratu, Šangu, koji je kasnije obožen kao božanstvo groma i munja. Adžaka je povratio vlast nakon Šangove smrti. Adžaka se vratio na presto temeljno ratoborniji. Njegov naslednik, Kori, uspeo je da osvoji ostatak onoga što će kasniji istoričari nazivati metropolitanski Ojo.

#### Ojo Il
Srce metropolitanskog Ojoa bio je njegov glavni grad u Ojo-Il (poznatom i kao Ojo Katunga, Stari Ojo ili Ojo-Oro). Dve najvažnije strukture u Ojo-Ilu bile su 'Afin', ili kraljeva palata, i njegova pijaca. Palata je bila u centru grada blizu kraljevske pijace zvane 'Oja-Oba'. Oko prestonice je bio ogroman zemljani zid za odbranu sa 17 kapija. Važnost dve velike strukture (palate i Oja Oba) označavao je status kralja u Ojou.

#### Okupacija Nupe
Ojo je do kraja 14. veka izrastao u ogromnu kopnenu silu. Više od jednog veka jorubska država se širila na račun svojih suseda. Tokom vladavine Onigbogija, Ojo je pretrpeo vojne poraze od strane Nupea predvođenih Coedom. Negde oko 1535, Nupe su zauzeli Ojo i naterali njegovu vladajuću dinastiju da se skloni u kraljevstvo Borgu. Nupe su opljačkale prestonicu, uništivši Ojo kao regionalnu silu sve do ranog 17. veka.

### Carski period (1608–1800)
Joruba iz Ojoa je prošla kroz međuvladavinu od 80 godina kao prognana dinastija nakon poraza od Nupa. Ponovo su uspostavili Ojo da bude centralizovaniji i ekspanzivniji nego ikad. Ovaj narod je stvorio vlast koja je uspostavila svoju moć na ogromnoj teritoriji. Tokom 17. veka, Ojo je započeo dug rast, postajući veliko carstvo. Ojo nikada nije obuhvatao sve jorubske narode, ali je to bilo najnaseljenije kraljevstvo u istoriji Jorube.

## Literatura
- Afolayan, Funso (2000).  Falola, Toyin, ур. Kingdoms of West Africa: Benin, Oyo and Asante. Africa. 2. Carolina Academic Press. стр. 173. ISBN 0-89089-768-9.
- Alpern, Stanley B. (1998). Amazons of Black Sparta: The Women Warriors of Dahomey. New York University Press. ISBN 0-8147-0678-9.

- Bowdich, Thomas Edward (1819). Mission from Cape Coast Castle to Ashantee, with a statistical account of that kingdom, and geographical notices of other parts of the interior of Africa. London: J. Murray.

- Bascom, William (avgust 1962). „Some Aspects of Yoruba Urbanism”. American Anthropologist. 64 (4): 699—709. JSTOR 667787. doi:10.1525/aa.1962.64.4.02a00010.
- Goddard, Stephen (jun 1971). „Ago That became Oyo: An Essay in Yoruba Historical Geography”. The Geographical Journal. Blackwell Publishing. 137 (2): 207—211. JSTOR 1796741. doi:10.2307/1796741.
- Law, Robin (1975). „A West African Cavalry State: The Kingdom of Oyo”. The Journal of African History. 16 (1): 1—15. ISSN 0021-8537. JSTOR 181095. doi:10.1017/S0021853700014079.
- Oliver, Roland (1975). The Cambridge History of Africa. Cambridge: Cambridge University Press. ISBN 0-521-20981-1.
- Oliver, Roland & Anthony Atmore (2001). Medieval Africa 1250-1800. Cambridge: Cambridge University Press. ISBN 0-521-79372-6.
- Smith, Robert S. (1989). Warfare & Diplomacy in Pre-Colonial West Africa Second Edition. Madison: University of Wisconsin Press. ISBN 0-299-12334-0.
- Stride, G.T. & C. Ifeka (1971). Peoples and Empires of West Africa: West Africa in History 1000-1800. Edinburgh: Nelson. ISBN 0-17-511448-X.
- Thornton, John K. (1999). Warfare in Atlantic Africa 1500-1800. London and New York: Routledge. ISBN 1-85728-393-7.
- Thornton, John (1998). Africa and Africans in the Making of the Atlantic World, 1400-1800 (Second Edition). Cambridge: Cambridge University Press. стр. 340 Pages. ISBN 0-521-62724-9.
- Easley, Dr. Larry. "The Four Forest States of Africa." Oyo Empire. Southeast Missouri State University, Cape Girardeau. 2 Mar. 2009.
- Kehnide Salami, Yunusa Ph.D. "The Democratic Structure of Yoruba Political-Cultural Heritage." Department of Philosophy Obafemi Awolowo University Ile-Ife. 29 Apr. 2009.
- Shillington, Kevin. History of Africa. 2nd ed. New York: Macmillan Limited, 1995
- Fasanya, Akin (2004). "The Original Religion of the Yorubas". http://www.laits.utexas.edu/africa/2004/database/fasanya.html
- Forde, Daryll (1967). West African Kingdoms in the Nineteenth Century. Oxford University Press. стр. 36. ISBN 0-19-724187-5.
- Abegunrin, Olayiwola (2003). Nigerian Foreign Policy under Military Rule, 1966–1999. „online”. Архивирано из оригинала 24. 11. 2020. г. Приступљено 06. 07. 2023.
- Akinola, Anthony A. Party Coalitions in Nigeria: History, Trends and Prospects.. (Safari Books Ltd., 2014).
- Burns, Alan C. History of Nigeria (3rd изд.).. London, 1942) online free.
- Daly, Samuel Fury Childs (2020). A History of the Republic of Biafra: Law, Crime, and the Nigerian Civil War,. Cambridge  University Press.. online review
- Dibua, Jeremiah I (2017). Modernization and the crisis of development in Africa: the Nigerian experience. Routledge.
- Dike, K. Onwuka. (1956). Trade and Politics in the Niger Delta, 1830-1885: An Introduction to the Economic and Political History of Nigeria. „online”. Архивирано из оригинала 27. 11. 2020. г. Приступљено 06. 07. 2023.
- Eghosa Osaghae, E (1998). Crippled Giant: Nigeria since Independence..
- Ekundare, R. Olufemi. An Economic History of Nigeria, 1860–1960 (1973).
- Fafunwa, A. Babs. (1974). History of education in Nigeria. excerpt.
- Falola, Toyin, and Matthew M. Heaton. (2008). A History of Nigeria. „online”. Архивирано из оригинала 26. 11. 2020. г. Приступљено 06. 07. 2023.
- Falola, Toyin and Ann Genova (2009). Historical Dictionary of Nigeria. Scarecrow Press.
- Falola, Toyin; and Adam Paddock. Environment and Economics in Nigeria (2012).
- Forrest, Tom (1995). Politics and Economic Development in Nigeria. „online”. Архивирано из оригинала 09. 11. 2019. г. Приступљено 06. 07. 2023.
- Hatch, John (1971). Nigeria: A History.
- Hodgkin, T., ур. (1960). Nigerian Perspectives: An Historical Anthology..
- Metz, Helen Chapin, (ур.). Nigeria: a country study.. (U.S. Library of Congress. Federal Research Division, 1992) online free, comprehensive historical and current coverage; not copyright.
- Odeyemi, Jacob Oluwole (2014). „A political history of Nigeria and the crisis of ethnicity in nation-building.”. International Journal of Developing Societies. 3 (1): 1—12.. Online
- Ogbeidi, Michael M (2012). „Political leadership and corruption in Nigeria since 1960: A socio-economic analysis.”. Journal of Nigeria Studies. 1 (2).
- Omu, Fred I (1978). Press and politics in Nigeria, 1880–1937.
- Rozario, S. I. Francis. (2012). Nigerian Christianity and the Society of African Missions..
- Shillington, Kevin (2005). Encyclopedia of African History. U of Michigan Press.. p. 1401.
- Thurston, Alexander (2017). Boko Haram: the history of an African jihadist movement. Princeton UP.
- Hodgkin, Thomas,, ур. (1960). Nigerian Perspectives: An Historical Anthology. Oxford University Press.. „online”. Архивирано из оригинала 27. 11. 2020. г. Приступљено 06. 07. 2023.
- Adetugbọ, Abiọdun (1982). „Towards a Yoruba Dialectology”.  Ур.: Afọlayan. Yoruba Language and Literature. стр. 207—224.
- Afọlayan, Adebisi, ур. (1982). Yoruba language and literature. Ifẹ / Ibadan: University of Ifẹ Press / Ibadan University Press.
- Ajayi, J.F. Ade (1960). „How Yoruba was Reduced to Writing”. Odu: A Journal of Yoruba, Ẹdo and Related Studies (8): 49—58.
- Bamgboṣe, Ayọ (1965a). „Assimilation and contraction in Yoruba”. Journal of West African Languages (2): 21—27.
- Bamgboṣe, Ayọ (1965b). Yoruba Orthography. Ibadan: Ibadan University Press.
- Bamgboṣe, Ayọ (1969). „Yoruba”.  Ур.: Elizabeth Dunstan. Twelve Nigerian Languages. New York: Africana Publishing Corp. стр. 166. ISBN 0-8419-0031-0.
- Fagborun, J. Gbenga (1994). The Yoruba Koiné – Its History and Linguistic Innovations. LINCOM Linguistic Edition vol. 6. München/Newcastle: LINCOM Europe. ISBN 3-929075-47-4.
- Fresco, Max (1970). Topics in Yoruba Dialect Phonology. (Studies in African Linguistics Supplement Vol. 1). Los Angeles: University of California, Dept. of Linguistics/ASC.
- Ladipọ, Duro (1972). Ọba kò so (The king did not hang) — Opera by Duro Ladipọ. (Transcribed and translated by R.G. Armstrong, Robert L. Awujọọla and Val Ọlayẹmi from a tape recording by R. Curt Wittig). Ibadan: Institute of African Studies, University of Ibadan.
- Oyètádé, B. Akíntúndé & Buba, Malami (2000) 'Hausa Loan Words in Yorùbá', in Wolff & Gensler (eds.) Proceedings of the 2nd WoCAL, Leipzig 1997, Köln: Rüdiger Köppe, 241–260.
- Oyenuga, Soji www.YorubaForKidsAbroad.com (2007). „Yoruba”.  Ур.: Soji and Titi Oyenuga. Yoruba For Kids Abroad – Learn Yoruba In 27 Days. Saskatoon, Canada: Gaptel Innovative Solutions Inc. стр. 27 days.
- Adetugbọ, Abiọdun (1973). „The Yoruba Language in Yoruba History”.  Ур.: Biobaku, Saburi O. Sources of Yoruba History. Oxford: Clarendon Press. стр. 176–204. ISBN 0-19-821669-6.
- Hair, P.E.H. (1967). „The Early Study of Yoruba, 1825-1850”. The Early Study of Nigerian Languages. Cambridge: Cambridge University Press.
- Law, R.C.C. (1973a). „Contemporary Written Sources”.  Ур.: Biobaku, S.O. Sources of Yoruba History. Oxford, Clarendon Press. стр. 9–24. ISBN 978-0-19-821669-8.
- Law, R.C.C. (1973b). „Traditional History”.  Ур.: Biobaku, S.O. Sources of Yoruba History. Oxford, Clarendon Press. стр. 25–40. ISBN 978-0-19-821669-8.
- Abraham, Roy Clive (1958). Dictionary of Modern Yoruba. London: University of London Press.
- CMS (Canon C.W. Wakeman, ed.) (1950) [1937]. A Dictionary of the Yoruba language. Ibadan: University Press.
- Delanọ, Oloye Isaac (1958). Atúmọ̀ ede Yoruba [short dictionary and grammar of the Yoruba language]. London: Oxford University Press.
- Sachnine, Michka (1997). Dictionnaire yorùbá-français, suivi d'un index français-yorùbâ. Paris: Karthala.
- Adéwọlé, L.O. (2000). Beginning Yorùbá (Part I). Monograph Series no. 9. Cape Town: CASAS.
- Adéwọlé, L.O. (2001). Beginning Yorùbá (Part II). Monograph Series no. 10. Cape Town: CASAS.
- Bamgboṣe, Ayọ (1966). A Grammar of Yoruba. [West African Languages Survey / Institute of African Studies]. Cambridge: Cambridge University Press.
- Barber, Karin (1985). Yorùbá Dùn ún So: a beginners' course in Yorùbá (1st изд.). New Haven: Yale University Press. ISBN 978-0300029581.
- Crowther, Samuel Ajayi (1852). Yoruba Grammar. London.. The first grammar of Yoruba.
- Rowlands, E.C. (1969). Teach Yourself Yoruba. London: The English Universities Press.
- Ward, Ida (1952). An introduction to the Yoruba language. Cambridge: W. Heffer & Sons.
- Yetunde, Antonia; Schleicher, Folarin (2006). Colloquial Yoruba. London: Taylor & Francis Ltd (Routledge).